# Zawiadowca Ernie
Zawiadowca Ernie (ang. Underground Ernie, 2006-2009) – serial animowany produkcji brytyjskiej, dawniej emitowany w Polsce na kanale CBeebies.
Koncepcję serialu wymyślili w 2002 roku Sid Rainey i John Deery. Animacja powstała przy pomocy oprogramowania LightWave. Realizacja pierwszego sezonu serialu kosztowała łącznie 4 miliony funtów. W planach była także realizacja drugiej, trzeciej i czwartej serii, do czego ostatecznie nie doszło z powodu braku funduszów.

## Zarys fabuły
Każdy odcinek serialu przedstawia historyjki o przygodach Erniego, zawiadowcy Międzynarodowego Metra. Ernie zawsze chętnie pomaga przyjaciołom, upewnia się też, że każdy pasażer bezpiecznie i na czas dotrze do celu swojej podróży.

## Bohaterowie

### Pracownicy metra
- Ernie – główna postać serialu. Jest zawiadowcą londyńskiego metra. Jeździ żółtym pojazdem. Ma zielone oczy.
- Millie – postać czuwająca nad ruchem metra. Zapowiada komunikaty dla pasażerów. Kontaktuje się z metrami.
- Pan Torowy – mechanik londyńskiego metra. Zawsze ma wpadki. Pracuje w londyńskim metrze od 25 lat. Dba o czystość stacji.

### Pociągi
- Victoria – najstarsze metro. Jest koloru czerwonego. Nosi złotą tiarę na głowie. Twarz ma podobną do Królowej Elżbiety II.
- Bakerloo – metro „detektyw”. Bardzo podobny do Sherlocka Holmesa. Nosi czapkę. Jest koloru zielonego.
- Hammersmith – metro w niebieskich okularach. Ma różowe włosy. Lubi piłkę nożną i wynalazki oraz cuda techniki. Jeździ podczepiony do swojego brata bliźniaka, City.
- City – brat bliźniak Hammersmitha. Lubi to samo co brat. Ma blond włosy i różowe okulary.
- Jubilee – najmłodsze i najszybsze metro koloru srebrnego. Ma w swoim hangarze komputer. Uwielbia gadżety i elektronikę.
- Circle – żółte metro. Jest bardzo spokojna. Lubi plaże, nie lubi za to wesołego miasteczka. Uwielbia kwiaty.

### Pociągi zagraniczne
- Paryż – pochodzi z Francji. Jest samolubny. Ma czerwoną kokardkę i francuski akcent.
- Brooklyn – jest z Nowego Jorku. Namalowana jest na nim flaga USA. Nosi niebieską czapkę w białe gwiazdki. Lubi słuchać muzyki.
- Moskwa – pochodzi z Rosji. Ma duże wąsy. Jeździ podobno po całej Rosji.
- Sydney – jedyne metro zagraniczne, które jest kobietą. Pochodzi z Australii. Nosi niebieską apaszkę.
- Osaka – pochodzi z Japonii. Lubi oglądać wschody słońca. Jest najszybszym pociągiem metra na świecie.

## Wersja polska
Wersja polska: na zlecenie BBC Worldwide − Master Film

Reżyseria: Dariusz Dunowski

Dialogi:
- Maria Horodecka (odc. 1-2, 5, 16, 18-21, 23-25),
- Dariusz Dunowski (odc. 3, 6-12)

Dźwięk:
- Jakub Lenarczyk (odc. 1-2),
- Aneta Michalczyk-Falana (odc. 1-3, 5-12, 16, 18-21, 23-25)

Montaż:
- Gabriela Turant-Wiśniewska (odc. 1-2),
- Aneta Michalczyk-Falana (odc. 3, 5-12, 16, 18-21, 23-25)

Kierownictwo produkcji: Dariusz Falana

Teksty piosenek: Bogusław Nowicki (odc. 1)

Opracowanie muzyczne: Eugeniusz Majchrak (odc. 1)

Udział wzięli:
- Grzegorz Małecki − Ernie
- Lucyna Malec − Millie
- Włodzimierz Press − Pan Torowy
- Małgorzata Rożniatowska − Victoria
- Grzegorz Pawlak − Bakerloo
- Andrzej Szopa − Hammersmith
- Maciej Szary − City
- Mariusz Krzemiński −
  - Jubilee,
  - Pasażer (odc. 20)
- Anna Apostolakis −
  - Circle,
  - Sam (odc. 16, 20-21)
- Marcin Troński − Brooklyn (odc. 4, 20, 23)
- Klaudiusz Kaufmann − Rocky (odc. 4)
- Aleksander Mikołajczak − Ivor (odc. 6)
- Marek Frąckowiak − Pan Chiper (odc. 8)
- Joanna Pach −
  - Cloudy (odc. 8),
  - Dan (odc. 16, 20-21)
- Barbara Sołtysik − Babcia Cloudy (odc. 8, 20)
- Elżbieta Jędrzejewska − Sydney (odc. 10)
- Andrzej Arciszewski −
  - Dr Hart (odc. 10, 20, 23),
  - Pan Kiełek (odc. 11)
- Izabela Dąbrowska − Wychowawczyni Sama i Dana (odc. 16)
- Grzegorz Wons − Paryż (odc. 19)
- Andrzej Chudy − Marsel le Manific (odc. 19)
- Ewa Kania − Barbara (odc. 19, 21)
- Jolanta Zykun − Pippa (odc. 19, 21)
- Klementyna Umer − Scarlet Retfern (odc. 21)
- Jerzy Molga − Burmistrz (odc. 23)
- Miłogost Reczek − Osaka (odc. 25)
- Jakub Snochowski − Podróżny (odc. 25)
- Waldemar Barwiński
- Jacek Jarosz

i inni
Lektor: Paweł Bukrewicz 

## Spis odcinków
| N/o            | Polski tytuł                  | Angielski tytuł                |
| -------------- | ----------------------------- | ------------------------------ |
|                |                               |                                |
| SERIA PIERWSZA |                               |                                |
|                |                               |                                |
| 01             | Przynęta                      | Pop Decoy                      |
|                |                               |                                |
| 02             | Duch Clunkalota               | Sir Clunkalot                  |
|                |                               |                                |
| 03             | Niezawodny Pan Torowy         | Mr Rails Never Fails           |
|                |                               |                                |
| 04             | Brooklyn i Rocky              | Brooklyn and Rocky Two Shoes   |
|                |                               |                                |
| 05             | Najlepiej razem               | Pulling Together               |
|                |                               |                                |
| 06             | Fioletowa ręka to także ty    | Caught Purple Handed           |
|                |                               |                                |
| 07             | Wielka podróż Erniego         | Ernie's Big Trip               |
|                |                               |                                |
| 08             | Znalezione nie kradzione      | Finders Keepers                |
|                |                               |                                |
| 09             | Asystentka magika             | The Magician's Assistant       |
|                |                               |                                |
| 10             | Trafić na okładkę             | Cover story                    |
|                |                               |                                |
| 11             | Wolny dzień Millie            | Millie's Day Dream             |
|                |                               |                                |
| 12             | Pan Movie Jones               | Mr Movie Jones                 |
|                |                               |                                |
| 13             | Uch, jak gorąco!              | Summer Breeze                  |
|                |                               |                                |
| 14             | Śpiesz się powoli             | Running Late                   |
|                |                               |                                |
| 15             | Światełko w tunelu            | Light at the End of the Tunnel |
|                |                               |                                |
| 16             | Wrak                          | The Wreck of Sea Shell Bay     |
|                |                               |                                |
| 17             | Zagubiona kotka               | Catnapped                      |
|                |                               |                                |
| 18             | Straszny Strach               | Monster Mystery                |
|                |                               |                                |
| 19             | Bon Appetit                   | Bon Appetit                    |
|                |                               |                                |
| 20             | Nie każda zmiana jest dobra   | A Change Is as Good as a Rest  |
|                |                               |                                |
| 21             | To proste, Mój Drogi Bakerloo | Elementary, My Dear Bakerloo!  |
|                |                               |                                |
| 22             | Magiczna lampa                | The Magic Lamp                 |
|                |                               |                                |
| 23             | Wielka sztuka                 | How Great The Art              |
|                |                               |                                |
| 24             | Odwiedziny burmistrza         | The Mayor's Visit              |
|                |                               |                                |
| 25             | Technologiczne kłopoty        | Techno Trouble!                |
|                |                               |                                |
| 26             | Pada śnieg                    | Snow Go                        |